# Pilzno
Pilzno là một thị trấn thuộc huyện Dębicki, tỉnh Podkarpackie ở đông-nam Ba Lan. Thị trấn có diện tích 16 km². Đến ngày 1 tháng 1 năm 2011, dân số của thị trấn là 4622 người và mật độ 288 người/km².